# Sportovní areál Drnovice
Sportovní areál Drnovice is een voetbalstadion in het Tsjechische dorp Drnovice, op twee kilometer afstand van de stad Vyškov. Het was het stadion van de voormalige eersteliga-voetbalclub 1. FK Drnovice en is ook gebruikt door het Tsjechische nationale elftal. De opening van het stadion, dat plaatsbiedt aan 6616 toeschouwers, vond plaats in 1955. Omdat het eigen stadion, Stadion Za Parkem niet aan de eisen voor voetbal op het tweede niveau voldeed, speelde MFK Vyškov het seizoen 2021/22 in het Sportovní areál Drnovice.

## Interlands
Het Tsjechisch voetbalelftal speelde tot op heden twee interlands in het stadion.
| 1 | 18 augustus 1999 | Tsjechië – Zwitserland | 3 – 0 | Vriendschappelijk |
| 2 | 15 augustus 2001 | Tsjechië – Zuid-Korea  | 5 – 0 | Vriendschappelijk |

Andrův stadion (SK Sigma Olomouc) ·
Ďolíček (Bohemians Praag 1905) ·
Fotbalový stadion Střelecký ostrov (SK Dynamo České Budějovice) ·
Letní stadion (FK Pardubice) ·
Malšovická aréna (FC Hradec Králové) ·
Městský stadion (MFK Karviná) ·
Městský stadion (FK Mladá Boleslav) ·
Městský stadion v Ostravě-Vítkovicích (FC Baník Ostrava) ·
Městský fotbalový stadion Miroslava Valenty (1. FC Slovácko) ·
Na Julisce (FK Dukla Praag) ·
Stadion Na Stínadlech (FK Teplice) ·
Fortuna arena (SK Slavia Praag) ·
Stadion města Plzně (FC Viktoria Pilsen) ·
Stadion Sparty na Letné (AC Sparta Praag) ·
Stadion Střelnice (FK Jablonec) ·
Stadion u Nisy (FC Slovan Liberec)
Andrův stadion (SK Sigma Olomouc „B“) ·
Letná (FC Zlín) ·
Městský fotbalový stadion Srbská (FC Zbrojovka Brno) ·
Městský stadion (Slezský FC Opava) ·
Městský stadion v Kotlině (FK Varnsdorf) ·
Městský stadion v Ostravě-Vítkovicích (FC Baník Ostrava „B“) ·
Hřiště v Kvapilově ulici (FC Silon Táborsko) ·
Sportovní areál Drnovice (MFK Vyškov) ·
Sportovní areál Na Chvalech (SK Slavia Praag "B") ·
Stadion FK Viktoria Žižkov (FK Viktoria Žižkov / AC Sparta Praag „B“) · 
Stadion SK Líšeň (SK Líšeň 2019) ·
Stadion v Jiráskově ulici (FC Vysočina Jihlava) ·
Stadion v Kollárově ulici (FC Sellier & Bellot Vlašim) ·
Stadion Za Místním nádražím (1. SK Prostějov) ·
Stadion Za Vodojemem (MFK Chrudim) ·
Stadion Evžena Rošického · Strahovstadion